# Splot skrzydłowy
Splot skrzydłowy (łac. plexus pterygoideus) – w anatomii człowieka duży splot żylny zawarty pomiędzy mięśniem skroniowym a mięśniem skrzydłowym bocznym oraz pomiędzy mięśniem skrzydłowym bocznym a mięśniem skrzydłowym przyśrodkowym. Leży on częściowo w dole skrzydłowo-podniebiennym i dochodzi do szyjki żuchwy. Częściowo przylega do niego część chrzęstna trąbki słuchowej. Jego silne wypełnienie krwią może doprowadzić do zamknięcia ujścia trąbki słuchowej. Opróżnianie splotu z krwi odbywa się głównie dzięki ruchom żuchwy, która „wyciska” z niego krew. 
Powstaje głównie z dopływów żył szczękowych, do których należą:
- żyła klinowo-podniebienna, która odprowadza krew z jamy nosowej. Wychodzi z jamy nosa przez otwór klinowo-podniebienny i zmierza do splotu skrzydłowego
- żyły oponowe środkowe – odprowadzają krew z części środkowej opony twardej
- żyły skroniowe głębokie – zespalają się z żyłą skroniową środkową
- żyły zębodołowe górne – odprowadzają krew z zębów szczęki
- żyły żwaczowe – drenują krew z mięśni żwaczy
- żyły zębodołowe dolne – odprowadzają krew z zębów żuchwy.

Także gałązka (odgałęzienie dolne) żyły ocznej dolnej dochodzi do splotu skrzydłowego. Splot skrzydłowy ma także pośrednio połączenia z zatoką jamistą za pośrednictwem splotu żylnego tętnicy szyjnej wewnętrznej oraz splotu żylnego otworu owalnego. Odpływ krwi ze splotu skrzydłowego odbywa się dwiema drogami: przez żyły szczękowe, które uchodzą do żyły zażuchwowej i przez  żyłę głęboką twarzy uchodzącą do żyły twarzowej.
Takie połączenia splotu skrzydłowego mają duże znaczenie kliniczne. Zmiany zapalne, przykorzeniowe zębów mogą przedostawać się do splotu a dalej do jamy czaszki.
Splot skrzydłowy łączy się także za pośrednictwem małych gałązek żylnych ze splotem żylnym oplatającym staw skroniowo-żuchwowy.